# Széfeddin Sefket bej
Széfeddin Sefket bej magyar névváltozataiban Széfeddin Seffket, Széfeddin Sefket bey, Szeffedin Sefket bey, Szefy Sefket bey, Séfeddin Sevket Tibor, Seffedin Sevket, Sefket Széfi, Sefket Széfy, Sefket Széyfeddik ; törökül Seyfettin Şevket; arabul سيف الدين شوكت, Seif el Din Khaw khat, Seif el Dine Shawkat, Eddine Shawkat Seif, Eddine Chawkat Seif, Seif-Eddine Shawkat, Seif-Ed-Din Shawkat, Seif Abdel-Rahmane, Seif Eddina, Seif El Din, Seif Abdel Rahman, Seif el Din, Seif Eddine Chawkat, Sayf ad-Din Shawqat, Saifeddine Shawkat (Kolozsvár, 1913. június 6. – Bejrút, 1980 után) romániai magyar író, költő, újságíró, dalszövegíró, librettista, forgatókönyvíró, magyar, egyiptomi, török, libanoni, szíriai, indiai filmrendező, színész, forgatókönyvíró.

## Életrajza

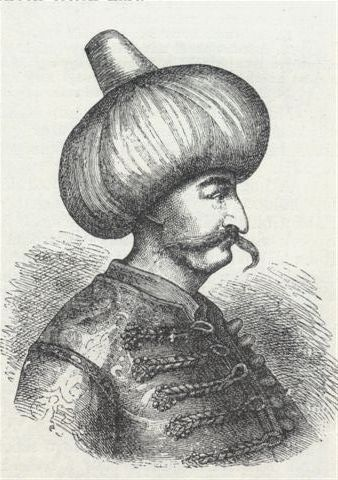
Fazil Ahmet Köprülü Pasa (1633–1676), az Oszmán Birodalom nagyvezírje, Sefket Széfeddin Tibor bej egyik őse

Kolozsvárott született tekintélyes történelmi múltú és hátterű, perzsiai hvárezm-sah- és török szultán-családok sarjaként, a korabeli török főkonzul, Ahmed D. Dzselaleddin bej (török helyesírásban a Celaleddin-, arab változatában a Jalal ad-Din-család) elsőszülött fiaként. Apai ágon a Köprülü-család tagjának, Musztafa (1637–1691) nagyvezírnek volt a leszármazottja. Másik őse Tiryaki Hasszán pasa (? – Buda, 1610. nov. 27.) nagyvezír, az oszmán-törökség történetében fontos szerepet játszó család tagja. 
Édesanyja a fiatalon elhunyt Incze Gabriella kolozsvári színésznő volt. Öccse, Şevket Muzaffer József (1921. június 16. Isztambul – ?), kolozsvári sportemberként írta be nevét a romániai autóversenyzés történetébe. A jövendő filmrendező és a már ötéves korától csodagyerekként számontartott Sefket Széfeddin Tibor életének első két évtizedét szülővárosában töltötte. Első verse hatéves korában jelent meg a kolozsvári Ellenzék című lapban. 1930 és 1931 között a Jóbarát és az Ifjú Erdély című, kolozsvári ifjúsági folyóiratokban jelentek meg írásai. A Jóbarát Tavaszi rügyek rovatában Sőtér István és Rónay György pályakezdő írásaival egyidőben közölte verseit. Gödöllőn járt iskolába, majd Budapesten végzett jogtudományi tanulmányokat.
A két világháború között Kolozsvárott élt és tevékenykedett: a Kolozsvári Magyar Színház állandó munkatársa, a romániai magyar közművelődési élet ismert újságírója, a kolozsvári Ellenzék című lap egyik belső munkatársa. Ebben az időszakban a kolozsvári Széchenyi (Mihai Viteazul) tér 40-es számú épületében lakott. Nyirő József és Dsida Jenő közeli barátja, Lakatos Demeter csángó költő fölfedezője  volt. 
Az Erdélyi Helikon és az Erdélyi Szépmíves Céh belső baráti köréhez tartozott. A Székelyföld és Kalotaszeg néprajzának kiváló ismerője és lelkes támogatója volt. Nyírő József vendégeként gyakran tartózkodott Székelyudvarhelyen, Kós Károly vendégeként pedig a sztánai Varjúvárban. Közeli, baráti és munkatársi viszonyban volt Buday Dénes magyar, valamint George Sbârcea (Claude Romano) román zeneszerzővel, a A Dónáth-úti orgonák című közkedvelt dal szerzőjével. 
A két világháború között, mialatt Kolozsváron már zajlottak a vasgárdista zavargások, Sefket esztrád-előadásokkal járta be Kolozsvár környékét (Szamosújvár, Dés, Beszterce, Zsibó, Bethlen, Bánffyhunyad, Székelykocsárd, Tövis, Nagyilonda, Nagyenyed, Zilah) a barátaiból megalakult művészcsoporttal (George Sbârcea, Székely Viktor, Seres Gyula, Dsida Jenő, Fekete Mihály, Ványolos István, Stella Simonetti, Tomel Spătaru, H. Demetrescu, Gari Gyula, Ürmössy Magda). 1939-től kezdődően török-magyar fordítóként tevékenykedett. 1945-ben a magyarországi Török Nagykövetség titkárja volt. A második világháborút követően újságírói tevékenysége miatt a korabeli hatóságok kiutasították Erdélyből. Nevét 1945 előtt a Kalotaszegi Madonna című nagy sikerű filmje tette ismertté. 
1947-ben elhagyta Magyarországot. Előbb az Amerikai Egyesült Államokban, majd Egyiptomban telepedett le. Kairóban rövidesen rendkívüli népszerű forgatókönyvíró- s filmrendezőként vált ismertté Seif Eddine Shawkat néven. Omar Sharif, Dalida s a magyar anyanyelvű, neves egyiptomi színésznő, Mariam Fakhr Eddine (Kairó, 1933. január 8. –) filmművészeti debütjeinek volt az egyik első támogatója. A kor leghíresebb egyiptomi és arab nyelvű színésznői, színészei (Mariam Fakhr Eddine, Sanaa Gamil, Samia Gamal, Hoda Soltan, Magda al-Sabbahi, Souad Hosni, Leila Mourad, Mona Zaki, Yahia Chahine, Hala Shawkat, Farid Shawki, s.í.t.) a Sefket Széfeddin Tibor által rendezett filmek révén váltak világhírűekké. Youssef Chahine egyiptomi filmszínész és filmrendező, Salah Abou Seif egyiptomi filmrendező, filmproducer és forgatókönyvíró, valamint Nagíb Mahfúz Nobel-díjas egyiptomi író egyik legközelebbi munkatársaként tevékenykedett több évtizeden keresztül . 
Kétszer nősült. Az életrajzi elemeket is tartalmazó Egyiptomi történet (1963) című egyiptomi-magyar koprodukciós film társrendezője volt. A hatvanas évektől kezdődően több alkalommal látogatott Magyarországra.

## Irodalmi művei

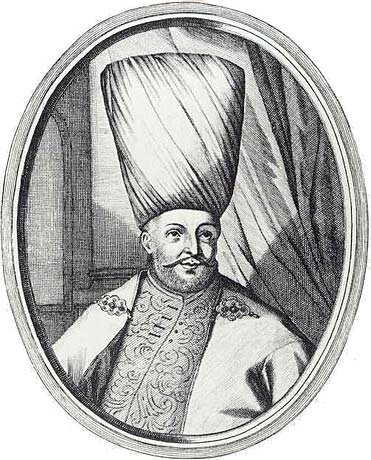
Fazil Ahmet Köprülü Pasa (1633–1676), az Oszmán Birodalom nagyvezírje, Sefket Széfeddin Tibor bej egyik őse

### Magyar nyelvű könyvei
- Félholdtól a kopjafákig. Versek. Vasárnap kiadás, Arad, 1934
- A hét vár országa. Útirajzok, elbeszélések, cikkek. Stádium sajtóvállalat R.T. Az előszót Nyírő József írta. Budapest, 236 old., 1941  Archiválva 2021. június 2-i dátummal a Wayback Machine-ben,
- Kalotaszegi Madonna. Regény, Griff Könyvkiadó, Budapest, 1944

### Magyar nyelvű folyóiratokban megjelent közlései
- Széfeddin Sefket bey, Török ifjú magyar versei. In: Ellenzék. 1919. dec. 24. 6. old.
- Széfeddin Sefket bey, Láz vers; Ihlet: bálványosi Satzger Pálné úrnőnek. In: Ifjú Erdély , 1931. 6. szám, p. 127. (Vers)
- Széfeddin Sefket bey, Keleti mozaik (vers). In: Ellenzék. 1931. dec. 25. 8 old.
- Szeffedin Sefket bey, Séta a behavazott határban. In: Ifjú Erdély , 1931. 8. szám, p. 174. (Vers)
- Szeffedin Sefket bey, Őszi elégia. In: Ifjú Erdély , 1931. 9–10. szám, p. 207. (Vers)
- Szeffedin Sefket bey, Finálé; Esti – vallomás. In: Ifjú Erdély , 1932. 7. szám, p. 141. (Vers)
- Széfeddin Sefket bey, Pál fordulás. Keleti enteriőr (vers). In: Ellenzék. 1932. júl. 24. 8 old.
- Széfeddin Sefket bey, Jajkiáltás a Metropolisból (vers). In: Ellenzék. 1932. szept. 18. 6. old.
- Széfeddin Sefket bey, Pontusi levél (vers). In: Ellenzék. 1932. dec. 25.
- Széfeddin Sefket bey, Versek, In: Ellenzék. 1933. május 28.
- Szeffedin Sefket bey, Májusi dal; Anyám. In: Ifjú Erdély , 1931. 9–10. szám, p. 210. (Vers)
- Szefy Sefket bey, Prológus. In: Ifjú Erdély , 1930. 1–2. szám, p. 12. (Vers)
- Szefy Sefket bey, Öreg-malom; Erdélyi fenyők. In: Ifjú Erdély , 1930. 11. szám, p. 259. (Vers)
- Széfeddin Sefket Bey, Elrezdülő kép. In: Hitel. Félhavi szemle, 1935. 5. sz., 11. old.
- Széfi Sefket, Karácsony ének. In: Jóbarát, 1930/ 1931, 1 – 10, p. 95 (Vers)
- Széyfeddik Sefket, Maturánsok. Téli puszták vándora. In: Jóbarát, 1930/ 1931, 1 – 10, p. 117 (Vers)
- Széfy Sefket, Minálunk ilyen a tavasz. In: Jóbarát, 1930/ 1931, 1 – 10, p. 189 (Vers)
- Széfy Sefket, Tavasz szimfónia zsong az erdőn. In: Jóbarát, 1930/ 1931, 1 – 10, p. 213 (Vers)
- Széfeddin Sefket bey, Tisztelegtem Adynál. In: Ellenzék. 1934. márc. 6. 5. old.
- Széfeddin Sefket bey, Komáromi János. In: Ellenzék. 1934. dec. 16. 6 old.
- Egressy Levente, Pusztuló árpádkori műemlékek a Székelyföldön. In: Székelység, 1938. szeptember
- Széfeddin Sefket bey, Emberi apróságok Reményik Sándor portréjához. In: Új Magyarság, 245. szám
- Széfeddin Sefket bey, A két irodalmi díjjal koszorúzott Gulyás Pálnál, Debrecen „Hádesében“. In: Új Magyarság, 1944. febr. 6.

### Magyar nyelvű írásai szöveggyűjteményben
- Sas Péter, Kőrössi P. József, Mesélő képeslapok. Erdélyi városok. Noran könyvkiadó, 339 old., Budapest, 2005 [halott link]

### Magyar nyelvű operett-librettói
- Kolozsvári dáridó. Operett-librettó, Szeged, 1941
- Beleznai boszorkány. Operett-librettó, 1944

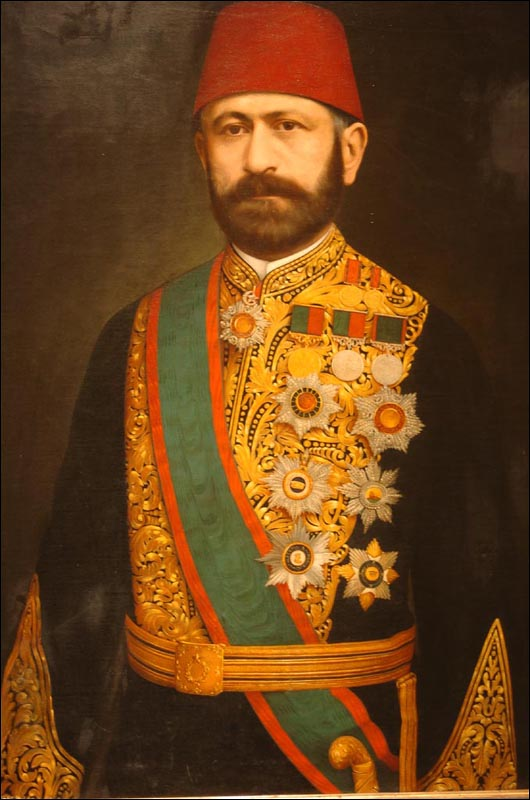
Mahmud Celaleddin Pasa (1839–1899), török államférfi és zeneszerző, Széfeddin Tibor Sefket bej egyik őse

### Magyar nyelvű dalszövegei
- Dolhai Attila, Rózsalevél. Szövegét írta Széfeddin Sefket Bey. Zeneszerző: Buday Dénes.
- Ehrlinger József, Mámorunk csak illat. Angol vals. Szövegét írta Széfeddin Sefket Bey. Zenéjét szerzette:--. Kolozsvár (Cluj). 1937. Minerva R.-T. 2 lev. 35 cm. [halott link]

## Filmművészeti munkássága

### Magyar filmje
- Kalotaszegi Madonna. Rendezte Rodriguez Endre. Írta Széfeddin Sefket bej. A forgatókönyvet írta Orsy Gábor, 1943. Főszereplők: Adorján Éva, Sárdy János, Petrovics Szvetiszláv, Juhász József, Tompa Pufi (a kolozsvári Nemzeti Színház tagja), Rajnay Elly (a Kolozsvári Nemzeti Színház tagja), Czoppán Flóra (a Kolozsvári Nemzeti Színház tagja), Benes Ilona (a Kolozsvári Nemzeti Színház tagja), Sallai Kornélia (a Kolozsvári Nemzeti Színház tagja), Makláry Zoltán, Vizváry Mariska. Gyártotta a Kárpát Filmkereskedelmi Kft. utóda, dr. Erdélyi István. A filmet a Körösfő , Bánffyhunyad és Csucsa közötti földrajzi térségben forgatták.  A film 1943-as plakátja[halott link]. A Duna Televízió a filmet 2005. augusztus 20-án sugározta  Archiválva 2016. március 4-i dátummal a Wayback Machine-ben.

### Magyar-egyiptomi filmje
- Egyiptomi történet. Egyiptomi-magyar film. Rendezte Seif Eddine Shawkat és Mészáros Gyula. Írta Ranódy László és Thurzó Gábor. Főszerepben: Tóth Laci, Kiss Anti, Latabár Kálmán, Psota Irén, Kiss Manyi, Mezei Mária, Zahya Ayoub, Ahmed Farahat. 91 perc, 1963.

### Egyiptomi filmjei
- Nasseh, El (Az agyafúrt). Rendezte Seif Eddine Shawkat, 1949
- Felfel. Rendezte Seif Eddine Shawkat, 1950
- Ibn el halal (A szív választottja). Rendezte Seif Eddine Shawkat, 1951 ,
- Shamshum wa Liblib (Sámson és Lebleb). Rendezte Seif Eddine Shawkat, 1952 [halott link],
- Hayat... al hub, Al (A szerelem, az élet). Rendezte Seif Eddine Shawkat, 1954 ,
- Amani el omer (Életem reménysége). Rendezte Seif Eddine Shawkat, 1955 [halott link],
- Assafir el janna (A Paradicsom madarai). Rendezte Seif Eddine Shawkat, 1956
- Ismail Yassine fi janainit al haiwanat (Izmail Jásszin az állatkertben). Rendezte Seif Eddine Shawkat, 1957
- Hub el samet, El (A titkos szerelem). Rendezte Seif Eddine Shawkat, 1959
- Hub fi hub (A szerelem, a szerelem). Rendezte Seif Eddine Shawkat, 1960
- Emraa wa shaitan (A nő és az ördög). Rendezte Seif Eddine Shawkat, 1961
- Morahekan, El (A két serdülő). Rendezte Seif Eddine Shawkat, 1964
- Maqlab min al-Mexique. Rendezte Seif Eddine Shawkat, 1972 , [halott link]
- Millionnairah al-Nachchalah (A tolvaj milliomosnő). Rendezte Seif Eddine Shawkat, 1978

### Libanoni filmjei
- Hasna al badia. Rendezte Seif Eddine Shawkat, 1964
- Itab. Rendezte Seif Eddine Shawkat, 1966

### Török-libanoni filmje
- Habis Ruhlar. Rendezte: Seyfettin Şevket. 1968 , , [halott link].

### Szíriai-libanoni filmje
- Gharam fi Stambul, Rendezte Seif Eddine Shawkat, 1967 [halott link]

### Szíriai filmjei
- Aamaliyyat al-saaa al-sadisa, Rendezte Seif Eddine Shawkat, 1971 [halott link]
- Zikra laylat hob, Rendezte Seif Eddine Shawkat, 1973 [halott link]
- Gharamiyat khassa jiddan. Rendezte Faysal Al-Yasiri. Sztori és forgatókönyv: Seif Eddine Shawkat, 1974 [halott link]
- Hasna' wa arbaa uyoon, Rendezte Seif Eddine Shawkat, 1975 [halott link]
- Muhimma rasmiyya, Rendezte Seif Eddine Shawkat, 1975 [halott link]
- Al-qadimoon min al-bihar, Rendezte Seif Eddine Shawkat, 1977 [halott link]

### Arab nyelvű filmjei
- Khatioun, Al, Rendezte سيف الدين شوكت Seif Eddine Shawkat, 1975 [halott link]
- زوجة لخمسة رجال Öt férfi felesége. Rendezte Shawkat Eddine Seif. 1970
- تمثيل Silent Love. Rendezte سيف الدين شوكت Seif Eddine Shawkat. 1958

### Indiai filmje
- Rajul bala kalb (Ragoul bila qualb, A szív nélküli ember). Rendezte Seif Eddine Shawkat, 1960 [halott link],

### Filmszínészi alakításai
- Fagr Yom gedid (Egy új nap hajnala). Egyiptomi film. Rendezte Youssef Chahine. Főszerepben: Youssef Chahine, Sanaa Gamil és Seif Eddine Shawkat. 1964
- Ikhtiyar, al. Egyiptomi film. Írta és rendezte Youssef Chahine. A forgatókönyvet írta Naguib Mahfouz. Főszerepben: Ezzat El Alaili, Seif El Dine és Seif Eddine Shawkat. 1970
- Al Nass Wal Nil. Orosz film. Rendezte Youssef Chahine. Főszerepben: Vladimir Ivasov, Imad Hamdi, Szalah Zulfikár, Igor Vladimirov, Seif-Eddine Shawkat, Juri Kamerni. 1964, 1968, 1972

### Forgatókönyvei
- Wa kan el hob. Rendezte Helmy Rafla. A forgatókönyvet írta Ali El Zorkani, Faisal Nada és Seif Eddine Shawkat, 1974.[halott link]
- Gharamiyat khassa jiddan. Rendezte Faysal Al-Yasiri. Sztori és forgatókönyv: Seif Eddine Shawkat, 1974 [halott link]
- Rajulan Wa Mra'a, Rendezte és a forgatókönyvet írta Seif Eddine Shawkat, 1978 [halott link]
- Khatioun, Al, Rendezte és a forgatókönyvet írta Seif Eddine Shawkat, 1975 [halott link]
- Muhimma rasmiyya, Rendezte és a forgatókönyvet írta Seif Eddine Shawkat, 1975 [halott link]

## A Sefket-rejtély
A regénybe – avagy inkább filmbe – illő, nem mindennapi életrajzi ívelés nem egy olyan elemet tartalmaz, amely a mindenkori befogadó kíváncsiságát fölébresztve, keleti titokzatosságú, szellemi arabeszkké, amolyan érdekfeszítő, nem kis fejtörést okozó, logikai talány-labirintussá varázsolja mind Széfeddin Sevket Tibor bej különben is rendkívüli, karizmatikus személyiségét, mind pedig az alkotóművész kiváltképp sokoldalú, irodalmi és filmtörténeti munkásságát.
A Sefket-életmű egészét motívumszerűen végigkísérő, első, meglepő, alkotásesztétikai állandót a tömérdek, nehezen nyomon követhető, keleti névváltozat, továbbá ezek nyugat-európai helyesírási normák szerint átírt alakja, valamint a roppant változatos művészi álnevek következetes használata képezi. Ebből a tényből kiindulva, azt a lehetőséget sem lehet teljes egyértelműséggel kizárni, miszerint az ötvenes évektől szárnyra kapott közel-keleti, egyiptomi s indiai filmgyártás némely hangzatos vagy kevésbé ismert művészneve (például az egyiptomi Fárid Sefki avagy a szíriai Faysal Al-Yasiri filmrendezők) mögött is valójában Széfeddin Sefket bej rejtőzhetett.
A másik tisztázatlan s nemkülönben misztifikálható elemet Sefket állítólagos halálának az adataira vonatkozó, önmaguknak is homlokegyenesen ellentmondó, irodalom- és filmtörténeti források szolgáltatják. Tudniillik Seif Eddine Shawkat föltételezett elhalálozásának pontos dátumát, helyét és okát (szívroham) csupán egyetlen arab nyelvű honlap kanonizálja , az összes többi arab, angol vagy francia nyelvű adatbank honlapja még számos, 1967 után készült film rendezőjeként, forgatókönyvírójaként és színészeként jelöli meg Sefketet , .
Ezen filológiai jellegű bonyodalmakat még csupán növeli az a tény, hogy Nyíri T. Mária turkológus, a Sefket-életmű szakavatott kutatója, Sefket halálát a meglehetősen tág skálán mozgó, hetvenes évekre helyezte.
Ilyen körülmények között Széfeddin Sefket Tibor bej akár még a közelmúltban is aktív alkotóművészként tevékenykedhetett.